# José Leonardo Montaña
José Leonardo Montaña Arévalo (ur. 21 marca 1992 w Bogocie) – kolumbijski lekkoatleta, chodziarz.
Ukończył Universidad Antonio Nariño w Bogocie. Jest inżynierem. W 2016 roku Montaña reprezentował Kolumbię na Letnich Igrzyskach Olimpijskich rozgrywanych w Rio de Janeiro. Startował w chodzie na 50 kilometrów mężczyzn, nie przeszedł całej trasy. W 2020 roku ponownie reprezentował Kolumbię podczas Letnich Igrzyskach Olimpijskich rozgrywanych w Tokio i Sapporo. Występując w chodzie na 50 km mężczyzn zajął 11. miejsce z wynikiem 3:53:50.